# Koert Stuyf
Koert Stuyf, ook wel Kurt Stuyf, (Amsterdam, 6 juni 1938 – aldaar, 22 oktober 2020) was een Nederlands danser, choreograaf en dansleraar.
Hij was zoon van brandweerman Hendricus Cornelis Stuijf en Helena Hilletje Haarbrink, wonende aan de Schermerstraat in Amsterdam-Noord. Hij trouwde op 1 juni 1961 in New York met danseres Ellen Edinoff. Broers Robert Stuyf (danser in Chili), Bart Stuyf en zusters Marijke Stuyf en Inge Stuyf (Ingrid Ruth) waren eveneens actief in de danswereld.
Aan zijn carrière ging een behoorlijk aantal opleidingen vooraf. Hij studeerde bij Jacob's Pillow, Connecticut College en Juilliard School of Music, Docenten waren Anthony Tudro, Martha Graham, José Limon en Merce Cunningham. Hij was vervolgens danser bij Nederlands Ballet, Scapino Ballet, het Ballet van de Nederlandse Opera.
Vanaf 1962 was hij terug in Nederland waar hij met Edinoff een dansschool begon aan de Derde Wittenburgerdwarsstraat: Stichting Eigentijdse Dans, dat eigenlijk een familiebedrijf was en gemodelleerd was naar de opleiding van Martha Graham. Vanuit die studio, die later gevestigd werd aan de Lijnbaansgracht 232 organiseerde het echtpaar artistieke bijeenkomsten in onder andere Koninklijk Theater Carré en de Stadsschouwburg. Zo waren de zogenaamde "Stuyf-manifestaties", waarbij het publiek urenlang naar hun spiegelbeeld zat te kijken (Visibility, 1967) en de dansers in eivormige constructie bewogen (Mutation, 1969). Zijn radicalisme uitte zich verder in verstilde bewegingsuitvoeringen binnen een door henzelf bedacht decor opgebouwd uit niet alledaagse materialen zoals papier en bamboe. In aanvulling daarop verzorgde hij opleiding en choreografie bij Het Nationale Ballet. In 1974 moesten zij echter dat pand aan de Lijnbaansgracht vanwege allerlei omstandigheden; een brand, Amsterdams subsidiebeleid en het gebrek aan een nieuwe geschikte huisvesting aan de Stadhouderskade 84 zorgden voor het eind van de dansstudio. De zaak liep tot over en weer zaken bij de rechtbank. Rechter Winand Joseph Borgerhoff Mulder ging voor uitspraak het gebouw bezoeken. De danser verloor, alhoewel gesteund door collegae en leerlingen beide zaken. De zaak sleepte zich jaren voort, waarbij een vicieuze cirkel ontstond. Omdat hij geen programma’s verzorgde vanwege gebrek aan geschikte ruimte, kreeg hij geen subsidie en omdat hij geen subsidie kreeg kon hij geen geschikte ruimte permitteren, etc.   
Hij bleef nog wel enige tijd opleiden, onder meer aan de Theaterschool, maar ook hier werd hij slachtoffer van zijn eigengereidheid. Hij kreeg ruzie met directeur Jan Kassies, wiens dochter leerling was van Stuyf.
In 1958 won Koert Kruyf met zijn De opstandige een derde prijs tijdens een wedstrijd in het Van Nispenhuis, uitgeschreven door de Nederlandse Vereniging van Danskunstenaars. Het leverde hem niet alleen een prijs op; hij kreeg in de nasleep daarvan de beurs om aan Juilliard te studeren.
Het paar ging uiteindelijk aan de Johan Huizingalaan 637 in Slotervaart en aan het Staalmanpark wonen en verdween compleet uit beeld. Trouw omschreef het paar in 1993 als “legendarisch pionierspaar". In 2012, vlak voor de dood van Edinoff trad en paar nog een keer op in de Stadsschouwburg. Stuyf was naast danser ook begenadigd beeldend kunstenaar. Hij overleed in zijn slaap.
- Library of Congress Control Number: n97873678
- RKD-Nederlands Instituut voor Kunstgeschiedenis: 304367
- Virtual International Authority File: 26367595